# Briard
De briard is een Frans hondenras.

## Geschiedenis
Het ras is waarschijnlijk voortgekomen uit een kruising tussen de barbet en de beauceron. M. de Buffon noemde de hond in 1758 chien de berger de Brie. Deze naam dankte de hond aan zijn herkomst uit de Franse regio Brie. In 1896 werd de briard als ras erkend.

## Kenmerken

### Uiterlijk
De briard bestaat in drie kleurvariëteiten: zwart, fauve en grijs. Een bijzonder kenmerk van de briard is dat hij aan zijn achterpoten dubbele hubertusklauwen heeft. Teven hebben een schofthoogte van 56 tot 64 centimeter en reuen van 62 tot 68 centimeter. Het gewicht van de reu varieert van 30 tot 50 kilogram, dat van de teef van 28 tot 32 kilogram.

### Karakter
De briard is een rustige, langharige herder van normale proporties. Hij heeft een alert karakter en is intelligent. Hij is niet nerveus aangelegd, rustig in huis en enthousiast bij activiteiten. Hij is in staat een zeer goede band met zijn baas op te bouwen en is heel kindvriendelijk.

## Gebruik
Oorspronkelijk werd de briard gebruikt als zelfstandige herdershond voor schapen, en het zoeken naar truffels. In de Eerste en Tweede Wereldoorlog werd hij in het leger gebruikt als berichten- en reddingshond. Briards doen tegenwoordig enthousiast mee aan veel verschillende hondensporten. Ook als reddingshond en hulphond wordt hij ingezet.

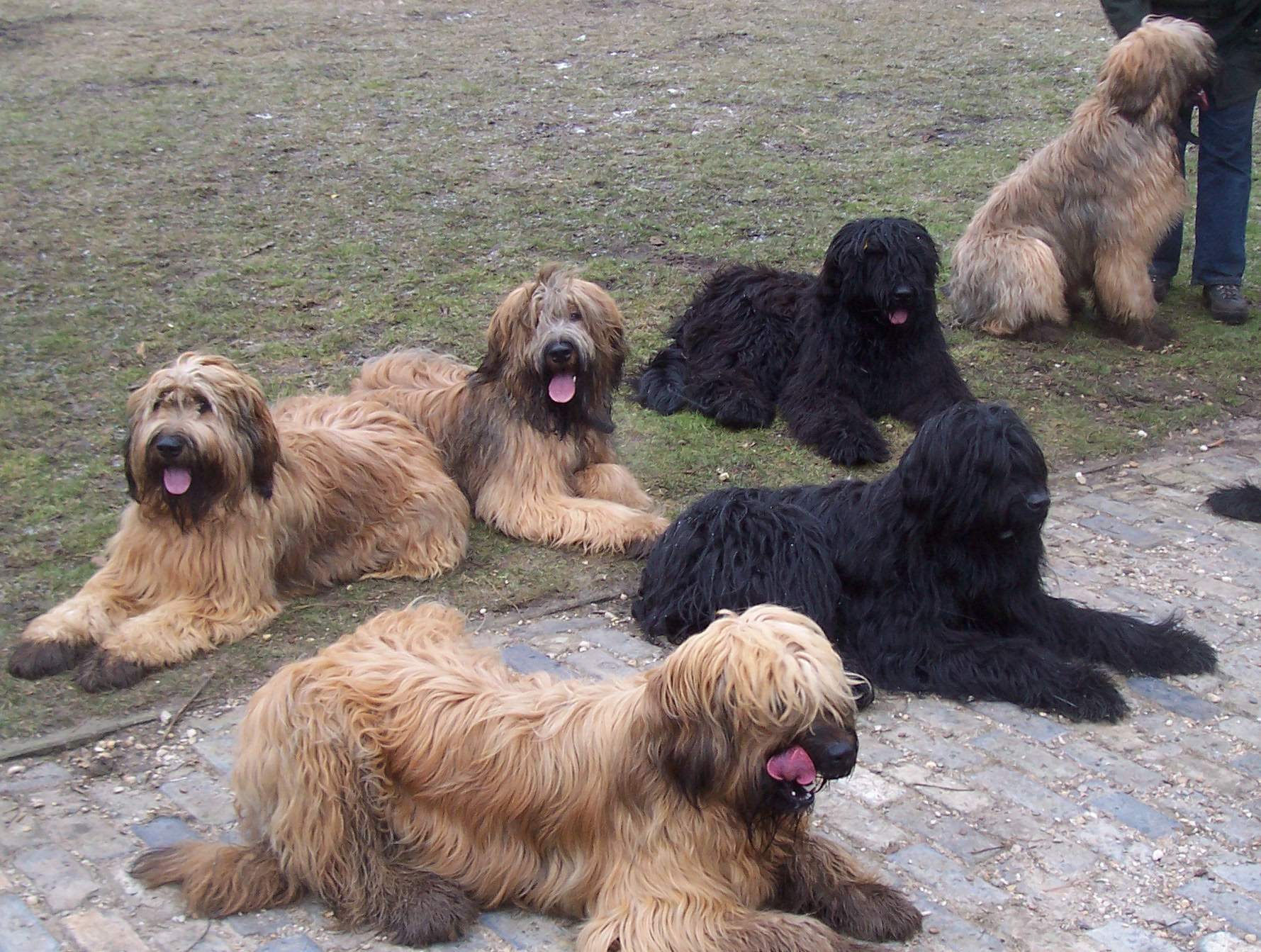
Nest jonge briards van ca. 1 jaar oud
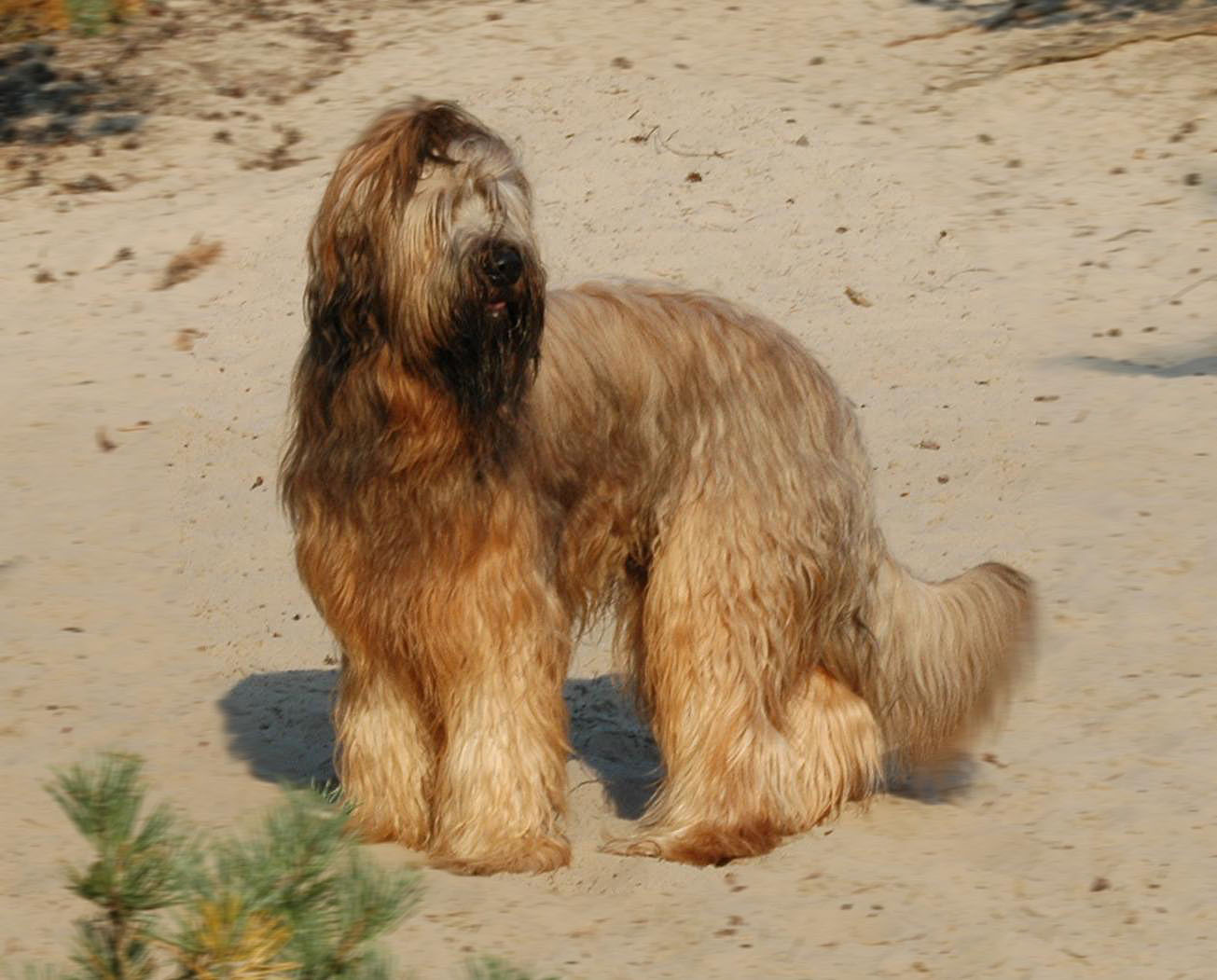
Briard van 1,5 jaar

Australian stumpy tail cattle dog ·
Australische herder ·
Australische veedrijvershond ·
Bearded collie ·
Beauceron ·
Belgische herder ·
Bergamasco ·
Berghond van de Maremmen en Abruzzen ·
Bobtail ·
Boheemse herder ·
Bordercollie ·
Bouvier des Ardennes ·
Bouvier (des Flandres) ·
Briard ·
Ca de bestiar ·
Cão da Serra de Aires ·
Cão de fila de São Miguel ·
Catalaanse herder ·
Ciobanesc romanesc carpatin ·
Ciobanesc romanesc mioritic ·
Duitse herder ·
Hollandse herder ·
Karpatische herdershond ·
Kelpie ·
Komondor ·
Kroatische herder ·
Kuvasz ·
Lancashire heeler ·
Miniature American Shepherd ·
Mudi ·
Picardische herdershond ·
Polski owczarek nizinny ·
Puli ·
Pumi ·
Pyrenese herdershond ·
Saarlooswolfhond ·
Schapendoes ·
Schipperke ·
Schotse herdershond ·
Sheltie ·
Slovenský čuvač ·
Tatrahond ·
Tsjecho-Slowaakse wolfhond ·
Welsh corgi Cardigan ·
Welsh corgi Pembroke ·
Zuid-Russische owcharka ·
Zwitserse witte herder